# Качвиц

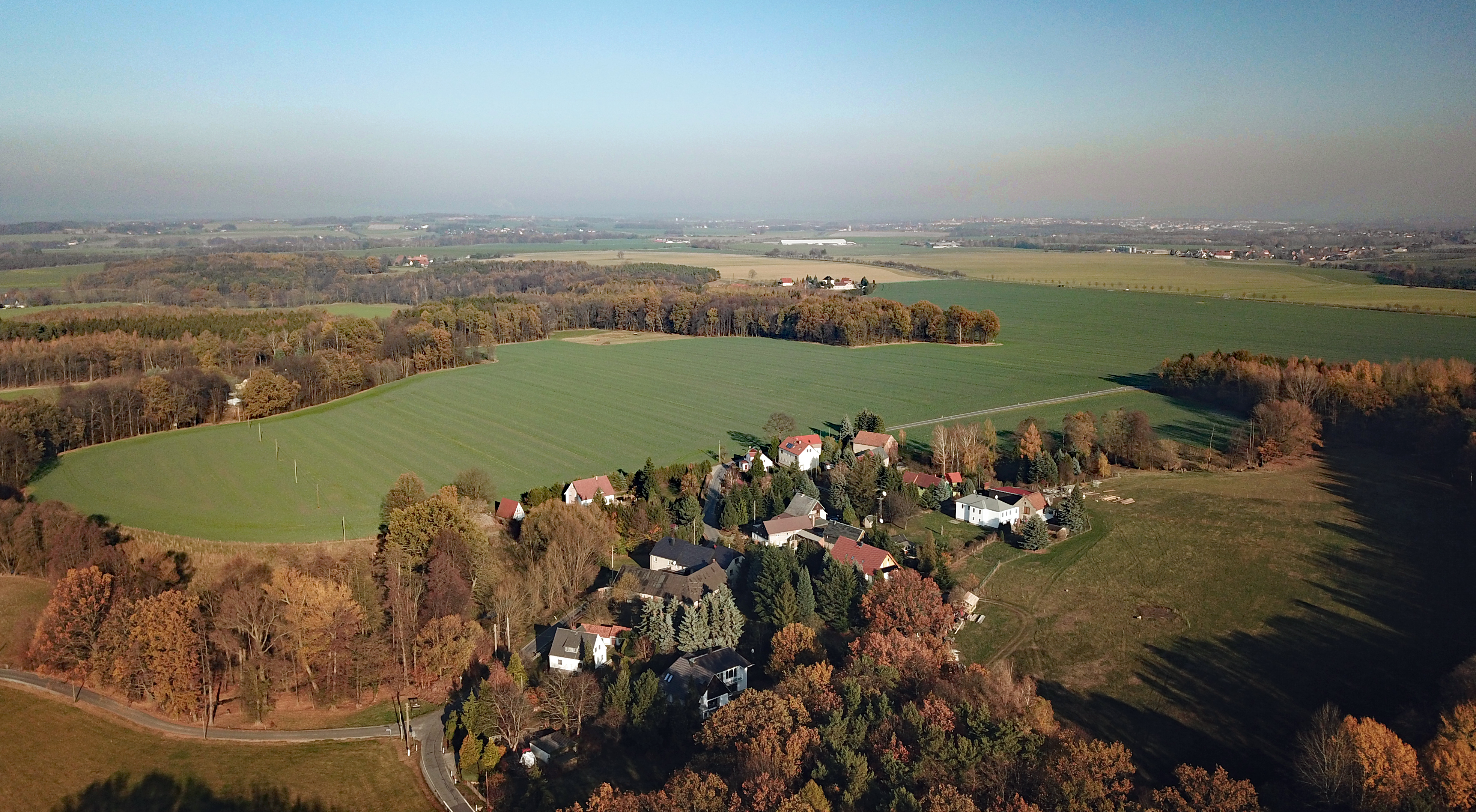

Ка́чвиц или Ко́чица (нем. Katschwitz; в.-луж. Kočica) — деревня в Верхней Лужице, Германия. Входит в состав коммуны Добершау-Гаусиг района Баутцен в земле Саксония. Подчиняется административному округу Дрезден.

## География
Граничит c деревнями Нове-Дружкецы (Nowe Družkecy, Neu-Drauschkowitz) на северо-востоке, Беле-Нослицы (Běłe Noslicy, Weißnaußlitz) на востоке, на юго-востоке — деревня Рорбах (в городских границах Каменца) и Гольца (Holca, Golenz) — на юго-западе.

## История
Впервые упоминается в 1241 году под наименованием Kosscicz/ Kosschiz.
С 1974 по 1999 года деревня входила в состав коммуны Гаусиг. С 1999 года входит в состав коммуны Добершау-Гаусиг.
В настоящее время деревня входит в состав культурно-территориальной автономии «Лужицкая поселенческая область», на территории которой действуют законодательные акты земель Саксонии и Бранденбурга, содействующие сохранению лужицких языков и культуры лужичан.

## Население
Согласно статистическому сочинению «Dodawki k statisticy a etnografiji łužickich Serbow» Арношта Муки в 1884 году проживало 64 человека (из них — 54 серболужичанина (84 %)). Большинство жителей являются лютеранами.
Официальным языком в населённом пункте, помимо немецкого, является также верхнелужицкий язык.
| 1777 | 1834 | 1871 | 1885 | 1890 | 2011 |
| ---- | ---- | ---- | ---- | ---- | ---- |
| 4    | 36   | 57   | 64   | 46   | 43   |